# Laxenecera langi
Laxenecera langi är en tvåvingeart som först beskrevs av Charles Howard Curran 1927.  Laxenecera langi ingår i släktet Laxenecera och familjen rovflugor.
Artens utbredningsområde är Kongo. Inga underarter finns listade i Catalogue of Life.